# Cases de les Escales de Garbí i plaça Marinada
Les Cases de les Escales de Garbí i plaça Marinada és una obra noucentista de Palafrugell (Baix Empordà) inclosa a l'Inventari del Patrimoni Arquitectònic de Catalunya.

## Descripció
Grup de cases d'estiueig situades entre les escales de Garbí, els carrers Verge del Carme i Pere III i la plaça Marinada, a Llafranc.
Es tracta en general d'edificis unifamiliars situats a diversos nivells tot adaptant-se a la morfologia del terreny, que presenten dimensions i tipologies diverses, amb predomini d'elements arquitectònics del vocabulari noucentista (torratxes, balustrades, florons, decoració amb terracota, etc).

## Història
El conjunt original fou bastit entre els anys 1920-30, amb intervenció de l'arquitecte Josep Rodríguez i Lloveras. La construcció de nous edificis i diversos processos de reforma n'han alterat la fesomia; tanmateix, conserva en general el caire noucentista, reflectit especial,en en edificis com Villa Anita o Can Capella, gran casal que encara avui és un put de referència en la imatge de la badia de Llafranc.